# شنگلدی
شنگلدی (به قزاقی: Shengel'dy) یک منطقهٔ مسکونی در قزاقستان است که در استان آلماتی واقع شده‌است.